# Население Мозамбика
Население Мозамбика по оценкам в 2023 году составило 34 173 805 человек.
По среднему прогнозу, население страны к 2100 году составит 121,9 млн человек.

## Размещение населения
Население страны размещено неравномерно. Большая часть населения проживает в прибрежных районах, вдоль реки Замбези и на плато Ангония.

## Демография
В 2014 году естественный прирост населения составил 2,45 %. Детская смертность снизилась по сравнению с 1996 годом с 125 до 72 на 1000 младенцев. Рождаемость снизилась с 45 до 38, а смертность — с 18,97 до 12,34 на 1000 человек соответственно. Численность людей старше 65 лет выросла с 2,8 до 2,9 %, детей — понизилась с 46 до 45,3 % соответственно. По прогнозам, к 2050 году количество людей старше 65 лет в стране вырастет до 7,8 %.

## Этнический состав
98 % населения Мозамбика составляют народы языковой семьи банту. Наиболее многочисленным народом является народ макуа (более 50 %), живущий на севере страны. На юге, на границе с ЮАР, расселены тсонга (около 25 %). Вдоль озера Ньяса живут малави (около 13 %) и яо (более 3 %), в центре — шона (около 6 %), на северо-востоке — маконде. Имеются также суахили, зулу, которые по численности гораздо меньше.
В стране проживают выходцы из Азии (индийцы составляют 0,08 % населения), а также мулаты. Численность лиц европейской национальности сильно сократилась (с 2 % до 0,06 %) после получения Мозамбиком независимости. Еврейское население Мозамбика после прихода к власти Фрелимо постоянно сокращалось и, по состоянию на 2015 год составляло всего 35 человек.

## Языки
| Знание португальского языка, 2007 | Знание португальского языка, 2007 | Знание португальского языка, 2007 |
| --------------------------------- | --------------------------------- | --------------------------------- |
| Говорят на португальском языке    | 50,37 %                           |                                   |
| Не говорят на португальском языке | 48,72 %                           |                                   |
| Не ответили                       | 0,90 %                            |                                   |

| На каком языке преимущественно говорят в семье, 2007 | На каком языке преимущественно говорят в семье, 2007 | На каком языке преимущественно говорят в семье, 2007 |
| ---------------------------------------------------- | ---------------------------------------------------- | ---------------------------------------------------- |
| Португальский                                        | 2 088 798                                            | 12,78 %                                              |
| Макуа                                                | 4 153 811                                            | 25,42 %                                              |
| Тсонга                                               | 1 710 801                                            | 10,47 %                                              |
| Ломве                                                | 1 132 755                                            | 6,93 %                                               |
| Сена                                                 | 1 171 673                                            | 7,17 %                                               |
| Чувабо                                               | 733 926                                              | 4,49 %                                               |
| Другие мозамбикские языки                            | 4 718 907                                            | 28,87 %                                              |
| Другие иностранные языки                             | 30 969                                               | 0,19 %                                               |
| Никакой                                              | 5118                                                 | 0,03 %                                               |
| Неизвестно                                           | 596 735                                              | 3,65 %                                               |
| Всего                                                | 16 343 493                                           | 100,00 %                                             |

Португальский язык является единственным государственным языком, а также наиболее распространённым языком Мозамбика. Согласно последней всенародной переписи населения 2017 года, португальским языком владеет около 58,1 % населения, а для 16,5 % он является родным языком. Большинство мозамбикцев, живущих в городах, говорят на португальском в качестве своего первого языка.
В 1975 году, после достижения независимости Мозамбика, около 80 % мозамбикцев не говорило на португальском языке. Новое руководство Мозамбика рассматривало португальский язык как средство объединения полиэтничного населения новой независимой страны и создание новой мозамбикской нации.
В Мозамбике имеется ещё 43 местных языка. Среди местных языков распространены множество диалектов языковой группы банту. На побережье севера страны, рядом с границей с Танзанией распространён язык суахили. На остальной части страны распространены множество мелких местных языков: макуа, сена, ндау, тсонга, ломве, маконде, чопи, чувабу, ронга, мвани, зулу, тсва и др..
Наиболее распространённые местные языки:
макуа, говорит около 41 % всего населения страны
сена, говорит, как минимум, 10 % населения
шона, говорит около 8 % населения
тсонга, говорит около 19 % всего населения страны.
Арабы, китайцы, и индийцы живущие в Мозамбике говорят, в основном, на португальском языке.
Португальский язык является языком обучения в школах и вузах. В Мозамбике вещают телеканалы из Португалии и Бразилии. По мере роста образованности и урбанизации в стране знание португальского языка в Мозамбике постоянно расширяется.

## Религиозный состав
Основная часть населения исповедует местные традиционные верования, остальные — католики и мусульмане.

## Грамотность
По сравнению с 1996 годом грамотность населения выросла с 40,1 % до 60,7 % в 2017 году.

## Урбанизация
Городское население страны составляет 38,8 % в 2023 году. 
Крупные города: Матола — 1 153 000 (2019), Мапуту — 1 124 988 (2020), Нампула — 743 125 (2017), Бейра — 533 825 (2017) и Шимойо — 372 821 (2017).